# NGC 3728
NGC 3728 é uma galáxia espiral (Sb) localizada na direcção da constelação de Leo. Possui uma declinação de +24° 26' 51" e uma ascensão recta de 11 horas, 33 minutos e 15,7 segundos.
A galáxia NGC 3728 foi descoberta em 10 de Abril de 1785 por William Herschel.